# Перкинс, Дональд Хилл
Дональд Хилл Перкинс (15 октября 1925, Кингстон-апон-Халл, Йоркшир и Хамбер — 30 октября 2022, Оксфорд, Юго-Восточная Англия) — британский физик-экспериментатор, почётный профессор Оксфордского университета, специалист по физике элементарных частиц.
Окончил Имперский колледж Лондона в 1948 году. С 1949 года работал в Бристольском университете, а в 1955—1956 годы — в радиационной лаборатории Лоуренса в Калифорнийском университете в Беркли. С 1956 года — преподаватель в Бристольском университете. В 1963—1964 годы работал в ЦЕРНе. С 1965 года — профессор физики элементарных частиц в Оксфордском университете, где вместе с Кеном Алленом основал новую кафедру ядерной физики. В 1976—1977 и 1983—1984 работал в ЦЕРНе.
C 1998 года — на пенсии.

## Вклад
Обнаружил отрицательный пион в космическом излучении. В Беркли работал на ускорителях с К-мезонами и аннигиляцией протонов и антипротонов, в ЦЕРНе — над экспериментами по рассеянию нейтрино.
Внёс важный вклад в проблематику слабого нейтрального тока (эксперимент Гаргамеля) и экспериментальную проверку квантовой хромодинамики. В 1982 году исследовал возможный распад протона и обнаружил первые признаки осцилляций нейтрино.
Один из разработчиков конструкции накопительного кольца HERA в DESY (1961). Разрабатывал аппаратуру для терапии рака с помощью пионов.
В 1959 году совместно с Пауэллом и Фаулером опубликовал учебник по теме эмульсионной техники, применяемой к космическим лучам, ядерной физике и физике элементарных частиц. Учебник «Введение в физику высоких энергий» получил международное признание, был многократно переиздан и переведён на несколько языков. В 2003 году выпустил монографию «Астрофизика частиц».

## Признание
Почётный доктор Бристольского и Шеффилдского университетов. В 1966 году избран членом Лондонского королевского общества.
В 1979 году удостоен медали Гутри и премии Института физики, в 1992 году — премии Хольвека Французского физического общества, в 1997 году — Королевской медали Лондонского королевского общества, а в 2001 году — премию по физике высоких энергий и элементарных частиц Европейского физического общества. Выступил со множеством приглашённых докладов, в том числе прочёл паулевскую лекцию в Бонне в 2004 году.